# SA-113
La SA-113 es una carretera autonómica que une las carreteras SA-105 y CL-510, en la provincia de Salamanca, España.
Pertenece a la Red Complementaria Local de la Junta de Castilla y León. Pasa por las localidades salmantinas de Macotera y Valdecarros.

## Recorrido
La carretera SA-113 tiene su origen en el término municipal de Macotera en la intersección con la carretera SA-105 y termina en la intersección con la carretera CL-510 en el casco urbano de Anaya de Alba formando parte de la Red de carreteras de Salamanca.
| Macotera (Intersección con ) - Anaya de Alba (Intersección con ) | Macotera (Intersección con ) - Anaya de Alba (Intersección con ) | Macotera (Intersección con ) - Anaya de Alba (Intersección con ) | Macotera (Intersección con ) - Anaya de Alba (Intersección con ) | Macotera (Intersección con ) - Anaya de Alba (Intersección con ) | Macotera (Intersección con ) - Anaya de Alba (Intersección con ) | Macotera (Intersección con ) - Anaya de Alba (Intersección con ) | Macotera (Intersección con ) - Anaya de Alba (Intersección con ) | Macotera (Intersección con ) - Anaya de Alba (Intersección con ) | Macotera (Intersección con ) - Anaya de Alba (Intersección con ) | Macotera (Intersección con ) - Anaya de Alba (Intersección con ) |
| Esquema                                                          | PK                                                               | Sentido Anaya de Alba                                            | Sentido Anaya de Alba                                            | Sentido Anaya de Alba                                            | Sentido Anaya de Alba                                            | Sentido Macotera                                                 | Sentido Macotera                                                 | Sentido Macotera                                                 | Sentido Macotera                                                 | Incidencias                                                      |
| Esquema                                                          | PK                                                               | Velocidad                                                        | Elemento                                                         | Salida                                                           | Salida                                                           | Salida                                                           | Salida                                                           | Elemento                                                         | Velocidad                                                        | Incidencias                                                      |
| Esquema                                                          | PK                                                               | Velocidad                                                        | Elemento                                                         | Dir.                                                             | Nombre                                                           | Nombre                                                           | Dir.                                                             | Elemento                                                         | Velocidad                                                        | Incidencias                                                      |
| ---------------------------------------------------------------- | ---------------------------------------------------------------- | ---------------------------------------------------------------- | ---------------------------------------------------------------- | ---------------------------------------------------------------- | ---------------------------------------------------------------- | ---------------------------------------------------------------- | ---------------------------------------------------------------- | ---------------------------------------------------------------- | ---------------------------------------------------------------- | ---------------------------------------------------------------- |
|                                                                  | 0,0                                                              |                                                                  |                                                                  |                                                                  | Piedrahíta                                                       | Piedrahíta                                                       |                                                                  |                                                                  |                                                                  |                                                                  |
|                                                                  | 0,0                                                              | Peñaranda de Bracamonte                                          |                                                                  |                                                                  |                                                                  |                                                                  |                                                                  |                                                                  |                                                                  |                                                                  |
|                                                                  | 0,2                                                              |                                                                  |                                                                  | MACOTERA                                                         | MACOTERA                                                         | MACOTERA                                                         | MACOTERA                                                         |                                                                  |                                                                  |                                                                  |
|                                                                  | 1,4                                                              |                                                                  |                                                                  | MACOTERA                                                         | MACOTERA                                                         | MACOTERA                                                         | MACOTERA                                                         |                                                                  |                                                                  |                                                                  |
|                                                                  | 1,4                                                              |                                                                  |                                                                  | Tordillos                                                        | Tordillos                                                        | Tordillos                                                        | Tordillos                                                        |                                                                  |                                                                  |                                                                  |
|                                                                  | 9,7                                                              |                                                                  |                                                                  | Río Gamo                                                         | Río Gamo                                                         | Río Gamo                                                         | Río Gamo                                                         |                                                                  |                                                                  |                                                                  |
|                                                                  | 9,9                                                              |                                                                  |                                                                  |                                                                  | Pedrosillo de Alba                                               | Pedrosillo de Alba                                               |                                                                  |                                                                  |                                                                  |                                                                  |
|                                                                  | 9,9                                                              | Gajates                                                          |                                                                  |                                                                  |                                                                  |                                                                  |                                                                  |                                                                  |                                                                  |                                                                  |
|                                                                  | 14,4                                                             |                                                                  |                                                                  | VALDECARROS                                                      | VALDECARROS                                                      | VALDECARROS                                                      | VALDECARROS                                                      |                                                                  |                                                                  |                                                                  |
|                                                                  | 14,7                                                             |                                                                  |                                                                  | Pedraza de Alba Alaraz                                           | Pedraza de Alba Alaraz                                           | Pedraza de Alba Alaraz                                           | Pedraza de Alba Alaraz                                           |                                                                  |                                                                  |                                                                  |
|                                                                  | 14,8                                                             |                                                                  |                                                                  | Navales Alba de Tormes                                           | Navales Alba de Tormes                                           | Navales Alba de Tormes                                           | Navales Alba de Tormes                                           |                                                                  |                                                                  |                                                                  |
|                                                                  | 14,9                                                             |                                                                  |                                                                  | VALDECARROS                                                      | VALDECARROS                                                      | VALDECARROS                                                      | VALDECARROS                                                      |                                                                  |                                                                  |                                                                  |
|                                                                  | 18,9                                                             |                                                                  |                                                                  | Larrodrigo                                                       | Larrodrigo                                                       | Larrodrigo                                                       | Larrodrigo                                                       |                                                                  |                                                                  |                                                                  |
|                                                                  | 19,5                                                             |                                                                  |                                                                  | Larrodrigo                                                       | Larrodrigo                                                       | Larrodrigo                                                       | Larrodrigo                                                       |                                                                  |                                                                  |                                                                  |
|                                                                  | 22,675                                                           |                                                                  |                                                                  |                                                                  | Alba de Tormes Salamanca                                         | Alba de Tormes Salamanca                                         |                                                                  |                                                                  |                                                                  |                                                                  |
|                                                                  | 22,675                                                           | Anaya de Alba                                                    |                                                                  |                                                                  |                                                                  |                                                                  |                                                                  |                                                                  |                                                                  |                                                                  |
|                                                                  | 22,675                                                           | Piedrahíta                                                       |                                                                  |                                                                  |                                                                  |                                                                  |                                                                  |                                                                  |                                                                  |                                                                  |